# 1835 Gajdariya
1835 Gajdariya eller 1970 OE är en asteroid i huvudbältet som upptäcktes den 30 juli 1970 av den ryska astronomen Tamara Smirnova vid Krims astrofysiska observatorium på Krim. Den har fått sitt namn efter den sovjetisk-ryske författaren Arkadij Gajdar.
Asteroiden har en diameter på ungefär tolv kilometer och den tillhör asteroidgruppen Koronis.